# Jacob Philipp Albrecht Jungclaussen
Jacob Philipp Albrecht Jungclaussen (* 2. November 1788 in Oldenburg in Holstein; † 3. Dezember 1860 in Ottensen) war ein deutscher Gymnasiallehrer und -direktor.

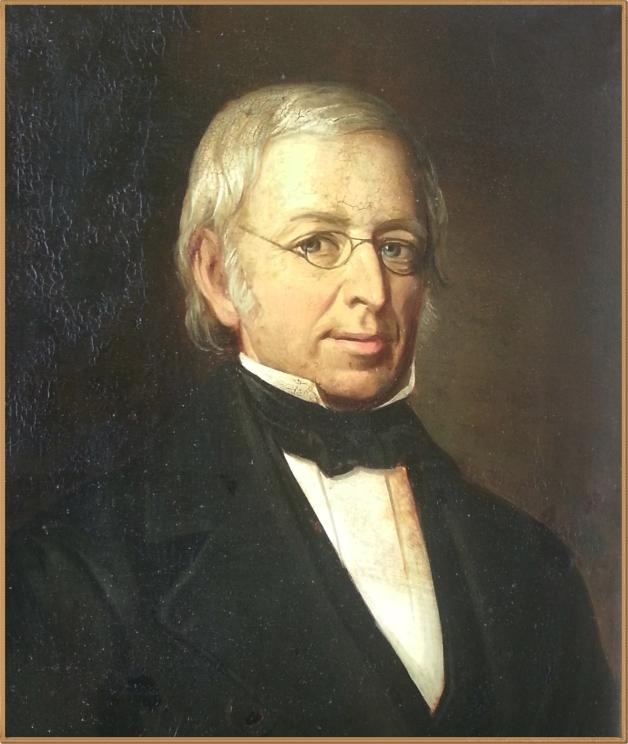
Portrait von Jacob Philipp Albrecht Jungclaussen um 1840

## Leben
Jacob Philipp Albrecht Jungclaussen war ein Sohn des Kantors und Organisten Balthasar Jungclaussen und dessen Frau Margaretha Catharina, geb. Michelsen. Vom 9. Oktober 1805 bis Michaelis 1808 besuchte er das Gymnasium Christianeum in Altona, wo sein Verwandter Nicolaus Jungclaussen (1770–1823) als Kantor tätig war. Ab Michaelis 1808 studierte er, zunächst an der Universität Göttingen, von 1809 bis 1811 an der Universität Kiel und von Michaelis 1811 bis 1814 an der Universität Berlin. Die beiden letzten Jahre war er zugleich Inspektor des Alumnats  am Joachimsthalschen Gymnasium. 
1814 wurde er Rektor an der Gelehrtenschule in Glückstadt, das zu diesem Zeitpunkt Verwaltungssitz für Holstein im dänischen Gesamtstaat war. 1817 beteiligte sich Jungclaussen, ein Vertreter der Aufklärung, am Streit um die 95 Thesen des Kieler Pastors Claus Harms, indem er die ungelehrten Übersetzer der Gegenthesen des Konsistorialrats Jasper Boysen rügte. Seine Absicht war es vor allem „auf die scheußliche Art aufmerksam zu machen, mit der die Fehde bisher geführt sei“.
1837 erfolgte seine Berufung nach Schleswig als Rektor der Domschule. Damit wurde er Nachfolger von Georg Friedrich Schumacher. Jungclaussen musste erleben, dass die Schule stark unter den Folgen der Schleswig-Holsteinischen Erhebung litt. So sank die Schülerzahl von 135 (1847) auf 27 (Ostern 1851) und erholte sich danach nur langsam. Jungclaussen selbst blieb loyal zum dänischen Gesamtstaat und wurde dafür im Oktober 1851 mit dem Dannebrogorden ausgezeichnet. 1855 ging er in den Ruhestand.
Er war verheiratet mit Dorothea Elisabeth geb. Bay († 10. April 1839 in Schleswig). Von den vier Söhnen des Paares wurde Heinrich Jungclaussen (1816–1868) Apotheker in Cismar; er war der Vater vom gleichnamigen
Heinrich Jungclaussen (1857–1946), Baumschulbesitzer und Gartenbauunternehmer in Frankfurt/Oder. Hermann Julius Jungclaussen (1818–1896) wurde Pastor in Rieseby und Karby; er war der Vater von Pastor Julius Jungclaussen (1854–1921). Wilhelm Theodor Jungclaussen (1820–1903) wurde ebenfalls Pädagoge, Konrektor in Meldorf und später in Flensburg. Christian Albrecht Jungclaussen (1823–1903) wurde Apotheker in Hamburg-St. Georg; er war der Vater des Apothekers Caesar Albrecht Jungclaussen (1855–1916).

## Ehrungen
- Dannebrogorden, Ritter (6. Oktober 1851)
- Titel Professor (1847)
- Titel Etatsrat (1855 zur Pensionierung)

## Schriften
Jungclaussen veröffentlichte eine Reihe schulpolitischer Aufsätze in Schulprogrammen. 
- Einige Vorschläge über die Anwendung der allgemeinen Schulordnung auf die Glückstädter Gelehrtenschule. Glückstadt: Augustin 1816
- Von dem Verdienste der Reformation um die Schulen, nebst einigen Bemerkungen über das Schulwesen unserer Zeit. Glückstadt: Augustin 1817
- Sendschreiben an die ungelehrten Herren Uebersetzer der 95 Antithesen des Hrn. Consistorialrat Boysen. Glückstadt: Augustin 1818
- Ueber Schulverbesserungen von Seiten des Unterrichts und der Disciplin.  Glückstadt: Augustin 1820
- Andeutungen über die Errichtung höherer Bürgerschulen. Schleswig 1838
- Themata zu freien lateinischen Stilübungen. Schleswig 1841
- Beiträge zur neuesten Geschichte der Domschule. Schleswig 1852